# Rekapitulacija 1980–84
Rekapitulacija 1980—1984 (словен. Рекапитуляция 1980–1984) — дебютный сборник индастриал-группы Laibach, вышедший в 1985 году.
Группа Laibach, которой запретили выступать в Югославии с концертами за антикоммунистическую и неофашистскую пропаганду, покинула страну и отправилась в ФРГ, Гамбург, чтобы выпустить свой первый сборник. Она заключила контракт с лейблом «Walter Ulbricht Schallfolien», и 9 мая 1985 года сборник был официально выпущен. В 1987 году он впервые появился на компакт-дисках. Этот сборник принёс Laibach успех в Европе. В 2002 году сборник был переиздан и были добавлены две новые песни.

## Список композиций
1. Cari Amici (Дорогие друзья) — 2:07
2. Zmagoslavje volje (Triumph des Willens) (Триумф воли) — 4:48
3. Jaruzelsky (Ярузельский) — 4:49
4. Smrt za smrt (Tod für Tod) (Смерть за смерть) — 2:16 (переработан и снова издан в 2002 году)
5. Sila (Macht) (Сила) — 4:01
6. Dokumenti (Dokumente) / Sredi bojev (Inmitten von Kämpfen) (Документы/Среди боёв) — 12:16
7. Panorama 14 / Mi kujemo bodočnost (Wir schmieden die Zukunft) (Панорама 14/Мы создаём будущее) — 5:38
8. Brat moj (Bruder mein) (Брат мой) — 6:03
9. Slovenska žena (Slowenische Frau) (Словенка) — 4:03
10. Boji (Kämpfe) (Битвы) — 8:08
11. Ti, ki izzivaš (Du, der Du herausforderst) (Ты, что осмелился) — 6:07
12. Perspektive (Perspektiven) (Перспектива) — 4:43
13. Mars (Марс) — 0:22
14. Vade retro Satanas (Изыди, Сатана) — 4:33 (в издании 2002 года)